# Edith Meinhard
Edith Meinhard, nata Edith Kötteritzsch (Berlino, 22 novembre 1908 – Berlino, 26 giugno 1968), è stata un'attrice tedesca.

## Biografia
All'età di 19 anni fu scoperta da Max Reichmann che la impiegò in due ruoli secondari nei film del 1928 Ritter der Nacht e Der Herzensphotograph. Nel 1929 recitò con Louise Brooks nel capolavoro di Pabst Diario di una donna perduta.
Superato senza problemi il passaggio al cinema sonoro, Edith Meinhard recitò fino a guerra inoltrata una cinquantina di film, pur senza mai assurgere a ruoli di protagonista. Nel suo ultimo film del 1943, Ein Mann mit Grundsätzen?, fece soltanto una fugace apparizione, dopo di che di lei non si sentì più parlare, tanto che si pensa che non sia sopravvissuta ai bombardamenti alleati su Berlino.

## Filmografia parziale
- Ritter der Nacht (1928)
- Diario di una donna perduta (1929)
- Der Mann im Dunkel (1930)
- Istruttoria (1931)
- Rasputin, Dämon der Frauen (1932)
- Kampf um Blond (1933)
- Zigeunerblut (1934)
- Knock out - Come divenni campione (1935)
- Corridoio segreto (1936)
- Si parla di Clara (1937)
- La peste di Parigi (1938)
- Un matrimonio movimentato (1939)
- Lillà bianco (1940)
- Jenny und der Herr im Frack (1941)
- Ein Mann mit Grundsätzen? (1943)